# Medalla del Soldat
La Medalla del Soldat (anglès: Soldier's Medal) és una condecoració dels Estats Units, creada el 2 de juliol de 1926 per Calvin Coolidge mitjançant una llei del Congrés.
És atorgada a qualsevol membre de les Forces Armades dels Estats Units o d'una nació aliada mentre servia amb els Estats Units, per distingir-se per heroisme sense estar en situació de conflicte amb l'enemic (el mateix grau d'heroisme requerit per a la Creu dels Vols Distingits).
L'actuació ha de tenir perill personal i risc voluntari de la pròpia vida, i no es concedirà només pel fet d'haver salvat una vida.
Se situa entre la Creu dels Vols Distingits) i l'Estrella de Bronze; i és equivalent a les Medalles de la Marina i del Cos de Marines (USN i USMC), de l'Aviador (USAF) i dels Guardacostes (USCG).
Sovint es concedeix als soldats que arrisquen les seves vides per salvar a altra gent. Pot ser atorgada en temps de pau si l'heroisme mostrat equivaldria al mereixedor de la Creu del Servei Distingit en temps de guerra. La seva concessió implica un augment del 10% de la paga de la jubilació (igual que si tingués la DSC).
Les primeres medalles van ser atorgades el 17 d'octubre de 1927 a John F. Burns James i a P. Martin, per l'heroisme mostrat durant un incendi, i a James K. Wilson i a Cleophas C. Burnett per salvar gent d'ofegar-se. Entre els receptors està el General Colin Powell, que la guanyà al Vietnam per salvar a dos companys de les flames després que l'helicòpter on viatjaven s'estavellés. Després de l'atac al Pentàgon el 2001, va ser atorgat en 28 ocasions (la major concessió de la medalla).

## Disseny
Un octàgon de bronze, de 3,75cm de longitud. A l'anvers apareix una àliga amb les ales obertes sobre un feix amb la destral apuntant cap a dalt, entre dos grups d'estrelles, sis i set, amb unes branques sobre el grup de 6 estrelles. Al revers apareix un escut amb 13 barres, amb les lletres US a la part superior, envoltat de branques de llorer i de roure. A la part superior hi ha la inscripció "SOLDIER'S MEDAL" ("Medalla del Soldat"), i a sota la inscripció "FOR VALOR" ("Per Valentia"). a la base hi ha un espai per gravar el nom del receptor.
Penja d'una cinta de 3,75cm d'ample, amb dues franges laterals de 1,16cm en blau marí i al centre hi ha 13 franges en blanc i vermell d'igual amplada.